# Johan Emanuel Wikström
Johan Emanuel Wikström ( * 1 de noviembre de 1789 , Vänersborg - † 4 de mayo de 1856 , Estocolmo) fue un botánico sueco. 

## Vida y obra
Johan Emanuel Wikström nace el 1 de noviembre de 1789 en una aldea del sudoeste de Suecia. Su padre Johan Wikström era portero de la Fábrica Hausmeister; su madre Carolina Charlotta Bahrman. El 18 de febrero de 1806 comienza estudios de leyes, por deseos de su padre, en la Universidad de Upsala. Y trabajó por algún tiempo en los Tribunales de Distrito en Vänersborg. Pero no le gustaba la profesión. Por eso, Wikström vuelve a la Universidad de Upsala, estudiando Medicina, en 1815 y doctorándose en 1817, trabajando en Estocolmo.
Wikström da clases en la Universidad con el botánico Carl Peter Thunberg. En vacaciones concurría a menudo al Jardín botánico de Estocolmo Bergianska trädgården, encontrándose con Olof Peter Swartz. De esos dos botánicos adquirió destreza y amor por esa ciencia. En septiembre de 1818, fallece Olof Swartz, y Wikström lo reemplaza; dejando la medicina. Wikström ingresa a la cátedra el 11 de noviembre de 1818; y en 1823 es profesor titular.
Dirige el Museo Botánico de la Real Academia de las Ciencias de Suecia. 
De 1821 a 1843 enseña Historia natural en escuelas de Estocolmo, con una filosofía del Idealismo.
Realizó completos estudios del género Daphne (de 1817 a 1820) y en 1818 publica una obra sobre la familia Thymelaeaceae. En los géneros Lonchostoma, Eriocaulon, Fritillaria y Rosa describió nueve especies. Todas esas dscipciones más Equisetum y Filices las publica en 
Kungliga Svenska Vetenskapsakademiens Handlingar.

## Algunas publicaciones
- Conspectus litteraturae botanicae in Suecia…. 1831
- Stockholms flora. 1840

- La abreviatura «Wikstr.» se emplea para indicar a Johan Emanuel Wikström como autoridad en la descripción y clasificación científica de los vegetales.[1]